# Панфілово (аеродром)
Панфілово (рос. Панфилово) також Калманка — колишній військовий аеродром ВПС Росії, розташований поблизу сіл Панфілово та Калманки Алтайського краю Росії.
З 2009 на аеродромі знаходиться авіаспортклуб та базуються приватні літаки та барнаульська пілотажна група.

## Історія
З 1967 по 1999 рік на базі дислокувався 44-й навчальний авіаційний полк Барнаульського вищого військового авіаційного училища льотчиків.